# Stefano Vogogna
Stefano Vogogna (Milano, 10 maggio 1971) è un attore e comico italiano.

## Biografia
Dal 1998 al 2013 ha fatto parte del gruppo di cabaret I Turbolenti, coi quali ha partecipato con successo ai festival di cabaret di Modena, Torino, Saint Vincent, Paestum.
Dal 2001 ha fatto parte, con I Turbolenti, del cast fisso di Colorado Cafè Show e gira in tour nelle principali piazze d'Italia con lo spettacolo Andiamo via di e con I Turbolenti. Nel 2003 partecipano alla prima edizione di Colorado Cafè Live, in onda su Italia 1. Dal 2005 propone il personaggio del flautista Studdarello.

## Filmografia

### Cinema
- Eccezzziunale veramente - Capitolo secondo... me, regia di Carlo Vanzina (2006)
- I mostri oggi, regia di Enrico Oldoini (2009)
- Milano trema ancora: la giustizia ha le ore contate, regia di Franz Rotundo (2015)

### Televisione
- Lista d'attesa (2000 - 2001)
- Presi diretti (2001)
- Colorado Cafè (2003 - 2010)
- Paperissima Sprint (2005)
- Guida al campionato (2005 - 2008)

## Teatro
- Comedian Blues, storia di comici, di whisky, e di rapine. Scritto da Lazzaro Calcagno, e Matteo Monforte, regia Lazzaro Calcagno
- Gli artificieri, 2004 di Fubelli - Impastato - Polidoro - Vogogna
- Il flauto magico, 2006 di W. A. Mozart - dialoghi di A. Baricco, regia di Oskaras Korsunovas
- Uno è di troppo, 2005/2006 di Fubelli - Impastato - Polidoro - Vogogna, regia di Alessandra Torre
- Siamo poveri di mezzi, 2008 di Fubelli - Impastato - Polidoro - Vogogna